# Любешка (приток Свиржа)
Любешка (укр. Любешка) — река во Львовском и Стрыйском районах Львовской области и в Ивано-Франковском районе Ивано-Франковской области, Украина. Правый приток реки Свирж (бассейн Днестра).
Длина реки 22 км, площадь бассейна 52 км². Река слабоизвилистая, пойма местами заболочена. Правый (восточный) берег значительно выше и круче левого.
Истоки расположены восточнее села Стоки. Течёт преимущественно на юг и юго-восток, впадает в Свирж на окраине села Подборье, в пределах Рогатинского Ополья.